# Murawlenko
Murawlenko (russisch Муравленко) ist eine Stadt im Autonomen Kreis der Jamal-Nenzen (Russland) mit 33.391 Einwohnern (Stand 14. Oktober 2010).

## Geographie
Die Stadt liegt im nördlichen Teil des Westsibirischen Tieflandes, etwa 480 km südöstlich der Hauptstadt des Autonomen Kreises Salechard.
Die Stadt Murawlenko bildet einen eigenständigen Stadtkreis, der vom Territorium des Rajons Purowski umgeben ist.
Murawlenko liegt 80 Kilometer westlich der Station Chanymei der auf diesem Abschnitt 1984 eröffneten Eisenbahnstrecke Tjumen – Surgut – Nowy Urengoi.

## Geschichte
Nach dem Baubeginn 1982 wurde die Siedlung städtischen Typs Murawlenkowski 1984 offiziell gegründet. Am 6. August 1990 wurde ihr Stadtrecht verliehen, 1991 der Name in die heutige Form geändert. Die Benennung erfolgte nach Wiktor Murawlenko, einem Erdölingenieur und ersten Direktor von Glawtjumenneftegas (der Hauptverwaltung der Erdöl- und Erdgaserkundung und -förderung in Westsibirien zu Zeiten der Sowjetunion).

### Bevölkerungsentwicklung
| Jahr | Einwohner |
| ---- | --------- |
| 1989 | 23.100    |
| 2002 | 35.926    |
| 2010 | 33.391    |

Anmerkung: Volkszählungsdaten (1989 gerundet)

## Kultur, Bildung und Sehenswürdigkeiten
In Murawlenko gibt es Filialen der Tjumener Staatlichen Universität sowie der Tjumener Staatlichen Erdöl- und Erdgasuniversität.

## Wirtschaft
Murawlenko ist Zentrum der Erdölförderung auf den Lagerstätten Murawlenkowskoje, Sutorminskoje, Kraineje, Sugmutskoje und anderen durch Gazprom Neft (früher Sibneft).